# Exoneura tau
Exoneura tau är en biart som beskrevs av Cockerell 1905. Exoneura tau ingår i släktet Exoneura och familjen långtungebin. Inga underarter finns listade i Catalogue of Life.

## Bildgalleri

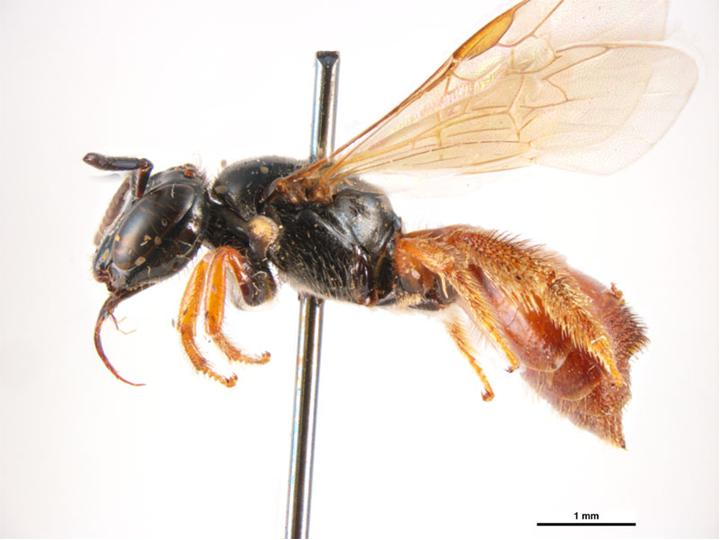
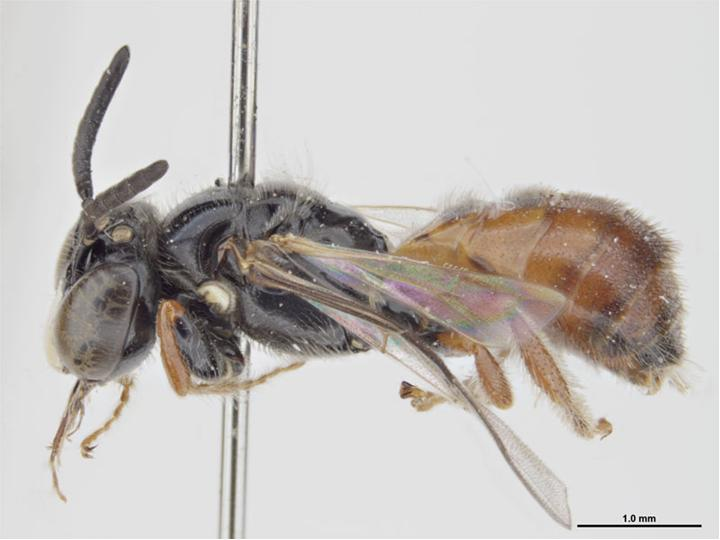